# Velike župe u NDH
Velika župa bila je upravna jedinica u NDH. Dijelila se na kotare, kotarske ispostave, općine i gradove. U NDH je djelovalo 22 župe, a u prvoj inačici bilo ih je 10.

## Povijest i nadležnosti
Prve su osnovane Zakonskom odredbom o velikim župama od 10. lipnja 1941. godine, a preustroj velikih župa bio je 5. srpnja 1944.
Kao prvomolbenoj oblasti, nadležnost velike župe bili su poslovi koji su na nju 1942. prenijela ministarstva: pojedini poslovi nastave, nadzorništva rada, zapošljavanja stranih državljana, prometa i javnih radova, zdravstva, obrta, veleobrta (industrije), trgovine i seljačkog gospodarstva, a od 1944. i župska školska nadzorništva koja su dotad bila bila pod nadzorom velikog župana. 6. travnja 1943. nadležnosti nad poslovima srednjeg školstva vraćeni su Ministarstvu narodne prosvjete.
Kao drugomolbene oblasti, velika župa bila je viša razina kotarskim oblastima i ispostavama, gradskim i državnim redarstvenim oblastima, odnosno, rješavala je predmete koji nisu bili riješeni u prvoj molbi na tim razinama.
Građansku upravu u župi vodio je veliki župan, kao pouzdanik vlade. Imenovao ga je poglavnik NDH.
Ustrojstvena radna ustanova Ustaškog pokreta koja je bila na razini velike župe jest stožer.

## 22 velike župe od srpnja 1941.
NDH je u početku bila podijeljena na 10 velikih župa. Nakon priprema, koje su trajale četiri mjeseca, napravljena je u srpnju 1941. konačna podjela na 22 velike župe:
| velika župa      | sjedište      |
| ---------------- | ------------- |
| Zagorje          | Varaždin      |
| Prigorje         | Zagreb        |
| Bilogora         | Bjelovar      |
| Baranja          | Osijek        |
| Vuka             | Vukovar       |
| Posavje          | Brod na Savi  |
| Livac i Zapolje  | Nova Gradiška |
| Gora             | Petrinja      |
| Pokupje          | Karlovac      |
| Modruš           | Ogulin        |
| Vinodol-Podgorje | Senj          |
| Cetina           | Omiš          |
| Hum              | Mostar        |
| Dubrava          | Dubrovnik     |
| Vrhbosna         | Sarajevo      |
| Usora i Soli     | Tuzla         |
| Lašva i Glaž     | Travnik       |
| Pliva i Rama     | Jajce         |
| Krbava i Psat    | Bihać         |
| Sana i Luka      | Banja Luka    |

## 22 velike župe od 1943.
Popis sjedišta i imena Velikih Župa prema SLUŽBENOM zemljovidu izdanom 1945. godine u Zagrebu (NDH)
(imena pisana korienskim pravopisom)
01. Banja Luka/Sana-Luka
02. Bjelovar/Bilogora
03. Bihać/Krbava-Psat
04. Brod/Posavje
05. Dubrovnik/Dubrava
06. Gospić/Lika-Gacka
07. Karlovac/Pokupje
08. Mostar/Hum
09. N. Gradiška/Livac-Zapolje
10. Ogulin/Modruš
11. Osiek/Baranja
12. .../Raša
13. Sarajevo/Vrhbosna
14. Senj/Vinodol-Podgorje
15. Split/Cetina
16. Šibenik/Bribir
17. Travnik/Lašva-Pliva
18. Tuzla/Usora-Soli
19. Varaždin/Zagorje
20. Vukovar/Vuka
21. Zadar/Sidraga-Ravni kotari
22. Zagreb/Gora-Prigorje
23. Grad Zagreb/Posebna upravna jedinica

## Vanjske poveznice
- Rajka Bućin: Prilog poznavanju institucija: zakonski okvir rada velikih župa NDH, Arh. vjesn., god. 44 (2001.), str. 209-225